# Kyzyl (stad)
Kyzyl (Russisch: Кызыл) is de hoofdstad van de Russische autonome republiek Toeva en de vroegere volksrepubliek Toeva en ligt aan de oever van de rivieren de kleine en de grote Jenisej, die in het Toevaans Bi-Chem en Ka-Chem (Bi = groot, Ka = klein, Chem = rivier) genoemd worden. De naam van de stad betekent rood in het Toevaans en andere Turkse talen en verwijst naar het communisme. De stad groeit sterk; in 1989 woonden er ongeveer 84.000 inwoners, 24% meer dan 13 jaar eerder.
Kyzyl ligt op 51°44' NB, 94°26' OL en geldt daarmee als het geografisch middelpunt van Azië en de plaats die het verst van de zee af ligt in de wereld. Dit zou zijn gemeten door de Engelse ontdekkingsreiziger Douglas Carruthers in 1910. Dit wordt echter betwist. In de stad bevindt zich wel een monument genaamd 'Centrum van Azië' in het Toevaans, Russisch en Engels.
De stad werd gesticht in 1914 en heette toen Belotsarsk (Белоцарск; witte tsaar). In 1918 werd de stad hernoemd tot Chem-Beldyr (Хем-Белдыр) en in 1926 tot Kyzyl.
De stad ligt op 4668 km afstand van Moskou en heeft een tijdsverschil van 4 uur met deze stad. De bebouwing van de stad ligt voornamelijk ten zuiden van de rivieren en volgt hun loop. De meeste bebouwing bevindt zich bij de samenvloeiing van de grote en kleine Jenisej.
De stad ligt in een gebied met een landklimaat, hetgeen zich uit in extreme temperaturen: 's zomers kan de temperatuur oplopen tot +35 °C en in de winter dalen tot -45 °C.
In de omgeving van de stad liggen veel delfstoffen als goud, steenkool, haliet en asbest, die worden gedolven en in de stad worden verwerkt. Andere activiteiten zijn leerlooien, houtbewerking, metselen en de verkoop van voedsel. De stad heeft een landbouwuniversiteit, een muziek- en dramatheater, een concertgebouw en een regionaal museum, met een collectie van Toevaanse voorwerpen uit de oudheid en hedendaagse Toevaanse kunst. Ook heeft de stad een luchthaven, waar de lokale luchtvaartmaatschappij haar thuisbasis heeft.
Andere belangrijke instellingen in de stad zijn het gebouw van de Toevaanse Doema en het centrum voor studie in Choomei, een vorm van boventoonzang.

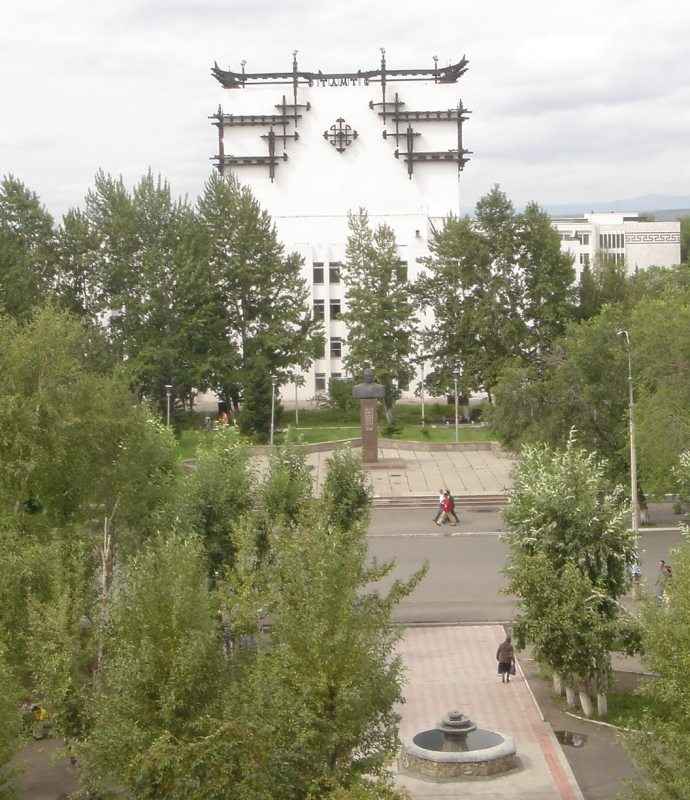
Overheidsgebouw in Kyzyl